# Oxyosmyles
Oxyosmyles es un género de plantas con flores perteneciente a la familia Boraginaceae. Comprende una especie que está considerada un sinónimo de Ixorhea tschudiana Fenzl .
- Datos: Q9053721